# Quintanilla de Urz
Quintanilla de Urz ist ein nordwestspanischer Ort und eine Gemeinde (municipio) mit nur noch 97 Einwohnern (Stand: 2024) im Süden der Provinz Zamora in der Autonomen Gemeinschaft Kastilien-León. 

## Lage und Klima
Quintanilla de Urz liegt am westlichen Rand der Kastilischen Hochebene (Meseta Iberica) in einer Höhe von ca. 725 m. Am Südrand der Gemeinde führt die Autovía A-52 entlang. Die Provinzhauptstadt Zamora ist gut 60 Kilometer (Fahrtstrecke) in südsüdöstlicher Richtung entfernt. 
Das gemäßigte Kontinentalklima wird nur selten vom Atlantik beeinflusst.

## Bevölkerungsentwicklung
| Jahr      | 1970 | 1981 | 1991 | 2001 | 2011 | 2021 |
| Einwohner | 266  | 186  | 152  | 152  | 130  | 98   |

## Sehenswürdigkeiten

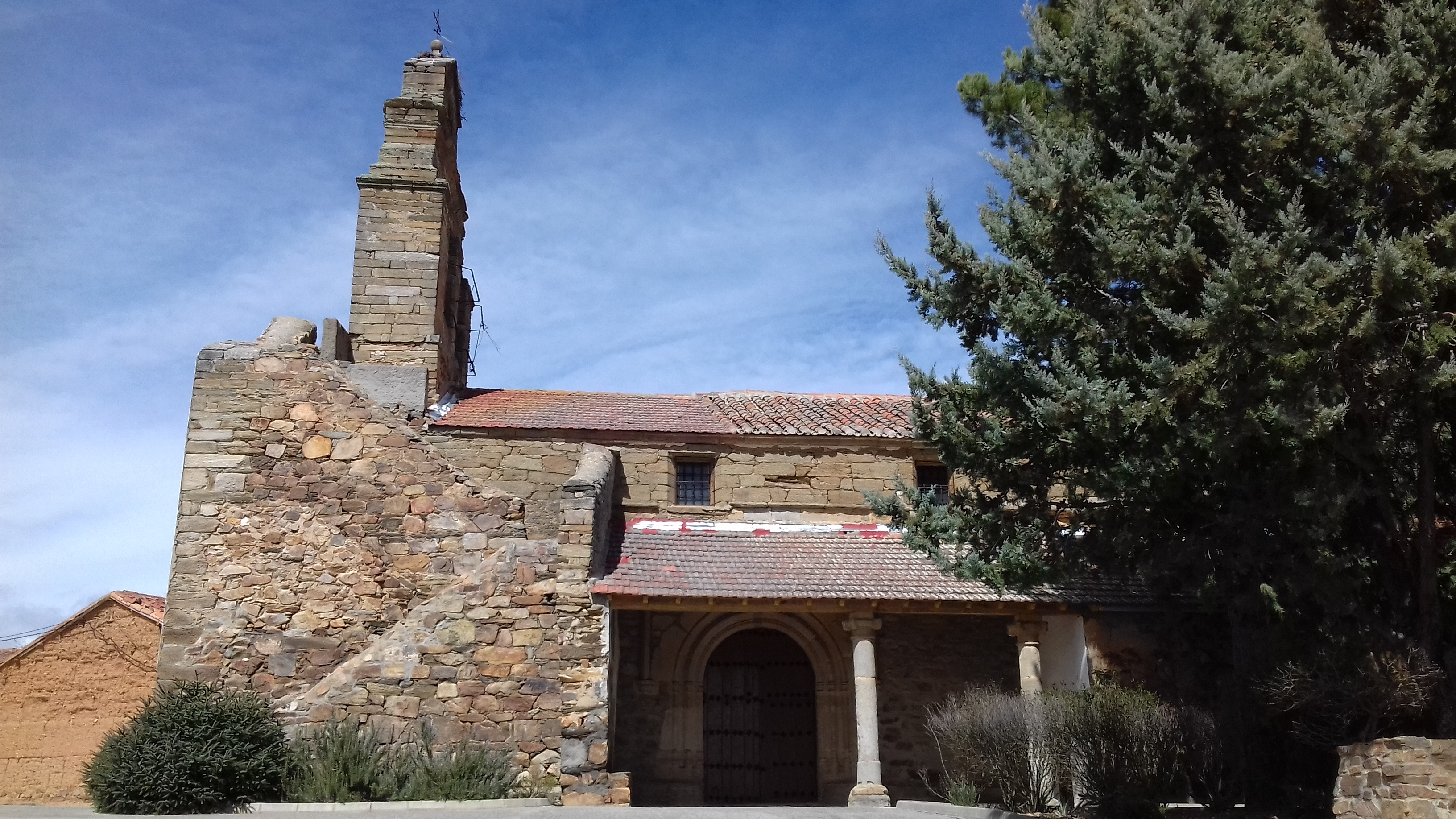
Pelagiuskirche
- Isidorkapelle

- Pelagiuskirche